# Андре Барсак
Андре Барсак (фр. André Barsacq, при народженні Анатолій Петрович Барсак; 24 січня (5 лютого) 1909, Феодосія, Російська імперія, тепер Крим — 3 лютого 1973, Париж, Франція) — французький художник, кінорежисер і сценарист російського походження. Брат режисера-постановника Леона Барсака.

## Біографія
Народився в 1909 році в місті Феодосія в Криму. Його батько П'єр Барсак був французом, а мама Ольга Рубльова — росіянкою; старший брат Леон — згодом архітектор і художник по костюмах. У 15 років він поїхав до Парижа, щоб вчитися в Паризькій школі декоративного мистецтва і відтоді жив у Франції. Учень Дюллена і Копо. Працював у театрі «Чотири сезони», одним із засновників якого був. У 1928 році став художником театру «Ательє» (фр.), організованого його вчителем Шарлем Дюлленом. У 1940 році, коли останній залишив свій театр, кермо керівництва дісталося Барсаку, який ставив на сцені як французьку, так і російську класику. З 1928 року в кіно (художник-декоратор «Грошей» Марселя Л'Ерб'є). Багато співпрацював з Жаном Гремійоном, Максом Офюльсом й іншими провідними режисерами. З 1952 року — режисер кіно, пізніше телебачення.

## Театр
З 1940 року — директор театру «Ательє». До середини 1950-х працював у театрі як художник і режисер, згодом зосередився майже виключно на режисурі. Поставив десятки вистав, багато з російського класичного репертуару. Ставив також вистави в театрах «Comédie-Française», «Odeon», «Еберто», «Renaissance», «Habima» (Тель-Авів). Випустив книгу «Театр Гоголя» (видавництво Галлімар, 1950; перевидання — 1955 і 1970), до якої увійшли його переклади п'єс «Ревізор», «Одруження» і «Гравець». Підготував двотомник «Театр Тургенєва» (видавництво Деноель, 1963), який став першим у Франції виданням п'єс цього письменника. Автор статей про театр. У 1965 і 1971 роках здійснив зі своїм театром гастрольне турне по СРСР.
Батько відомого театрального діяча Алена-Алексіса Барсака.

## Вибрана фільмографія

### Художник
- 1928 — Гроші / L'argent
- 1928 — Мальдона / Maldone
- 1930 — Таємниця жовтої кімнати / Le mystère de la chambre jaune
- 1932 — Страждання толстяка / Le martyre de l'obèse
- 1935 — Паризькі таємниці / Les mystères de Paris
- 1937 — Південний поштовий / Courrier Sud
- 1937 — Йошивара / Yoshiwara
- 1938 — Барнабе / Barnabé
- 1939 — Заручники / Les otages
- 1941 — Вольпоне / Volpone
- 1943 — Добродійна Катрін / L'honorable Catherine

### Режисер
- 1952 — Червона завіса / Le rideau rouge (по Жану Аную)
- 1964 — Замок у Швеції / Château en Suède (по Франсуазе Саган, ТВ)
- 1966 — Місяць в селі / Un mois à la campagne (За п'єсою Івана Тургєнєва, ТВ)
- 1968 — Ідіот / L'idiot (за романом Федора Достоєвського, ТВ)
- 1973 — Давід / David, la nuit tombe (За п'єсою Бернарда Копса, ТВ)

### Сценарист
- 1952 — Червона завіса / Le rideau rouge
- 1956 — Ревізор / Le revizor ou L'inspecteur général (за п'єсою Миколи Гоголя, ТВ)
- 1968 — Ідіот / L'idiot